# ناتالي دونكان
ناتالي دونكان (بالإنجليزية: Natalie Duncan)‏ هي مغنية مؤلفة ومغنية بريطانية، ولدت في 18 نوفمبر 1988 في كرويدون في المملكة المتحدة.

## وصلات خارجية
- الموقع الرسمي